# グローバル戦闘航空プログラム

グローバル戦闘航空プログラム
日本の防衛省が公開したイメージ図
- 用途：多用途戦闘機
- 製造者：
  - 三菱重工業
  - BAEシステムズ
  - レオナルド S.p.A等
- 運用者：
  -  日本（航空自衛隊）
  -  イギリス（イギリス空軍）
  -  イタリア（イタリア空軍）
- 運用状況：開発中

グローバル戦闘航空プログラム（英: Global Combat Air Programme、略称：GCAP）は、日本とイギリス（英）、イタリア（伊）による第6世代ジェット戦闘機共同開発プログラムである。イギリス空軍とイタリア空軍が運用中のユーロファイター タイフーンと、航空自衛隊のF-2を置き換えることを目的としている。
2035年までの配備開始を目指しており、共同開発を管理する国際機関「GIGO」（ジャイゴ）が2025年7月7日、英国南部のレディングに設立された。GIGO設立条約は2023年に署名され、GCAP計画が発表されたのはその前年の2022年12月19日である。

## 開発経緯

### 背景
英国は、2018年7月に発表した国防省の「戦闘航空戦略」において、将来戦闘航空システムの一環として、2030年代後半から退役が予定されているユーロファイター タイフーンの後継機（BAE システムズ・テンペスト）の開発を決定した。 
イタリアは2019年9月、英国のテンペスト計画に参加することを表明。2020年12月、英国とイタリア、スウェーデンは、テンペストの共同開発に関する3カ国間覚書に署名した。 

日本は、2018年に策定した中期防衛力整備計画（31中期防）でF-2戦闘機の後継として日本主導の戦闘機開発を決定、2020年に三菱重工業が開発主体に選定されF-X計画を始動させた。2020年12月、防衛省は技術開発を支援する海外企業として、アメリカ合衆国のロッキード・マーティンを選定する方針を示したが、 2022年5月に開発支援企業を英国のBAEシステムズへ変更する意向が明らかにされた。 

### 共同開発計画
開発コストを削減する手段として、両方の戦闘機プロジェクトを統合する議論は、早くも2017年から始まっていた。 2022年7月19日、英国政府は日本とイタリアと次期戦闘機の開発で協力を強化すると発表。2022年8月14日、日本の複数の政府関係者も、日英の次期戦闘機開発計画を統合し共通機体を開発する方向で最終調整に入ったと明らかにした。9月には、BAEシステムズ・テンペストの開発計画でイギリスと協力関係にあり、F-35を運用するイタリアの参加が検討されていると報じられた。
2022年12月9日、日英伊政府は、グローバル戦闘航空プログラム（GCAP）というプロジェクトの名のもとに、日本の次期戦闘機開発計画と英伊で進行中であったBAE システムズ・テンペスト開発計画を統合し、共通の戦闘機を共同開発し配備することを発表した。
2023年12月14日、共同開発のための機関であるGCAP政府間機関（GIGO,GCAP International Government Organisation）を設するグローバル戦闘航空プログラム(GCAP)政府間機関の設立に関する条約（GIGO設立条約）に署名がなされた。2024年6月5日までに日本の国会両院での承認が得られた。国際機関は2024年度中に英国に設置し、初代トップには日本人が就任する。また開発の中核となる三菱重工業と英国BAEシステムズ、イタリアのレオナルド社も政府間組織からの発注に基づき、機体の設計や製造などを担う共同企業体（JV）を立ち上げ、本社機能を英国に置き、初代トップはイタリア人が就任する方向である。なお政府間組織とJVそれぞれのトップは、数年ごとに3カ国が交代で務める。人事と本部の所在地で、形式上は3カ国のバランスを取ったが、両組織の本部が英国に置かれることで日本政府が掲げる「日本主導の開発」が後退するとの指摘も出た。
2024年12月13日、三菱重工業などが出資する日本航空機産業振興株式会社（JAIEC）、イギリスのBAEシステムズ、イタリアのレオナルド（Leonardo）は、日英伊3か国共同の次期戦闘機プログラム（GCAP）のための共同事業体として、新たな合弁会社の設立について合意したことを発表した。合弁会社は、日英伊の3ヵ国に共同チームを配置して運営を行い、GIGOとの連携の取りやすさから本社は英国に置き、初代社長はイタリアから出る予定とされた。なお、合弁会社の株式は各国が33.3%で保有する事とされた。
GIGOは2025年7月7日に英レディングで正式に発足し、トップには岡真臣元防衛審議官が就任した。JAIEC、BAEシステムズ、レオナルドによる、設計・開発を担う合弁企業エッジウィングは先立つ6月に設立された。

### 関連報道

#### イギリスの防衛政策見直し
2024年7月19日、スカイニュースなど複数の英メディアが、GCAPが、キア・スターマー政権による防衛政策見直しの対象になると報じた。開発費への懸念が政府内で浮上しており、ポラード国防担当閣外相は、開発計画を「非常に重要」と説明したうえで「防衛政策の見直しで何が起こるか予断するのは不適切だ」と述べた。同年11月18日、スターマー英首相が日伊と共同で進めている「次期戦闘機」開発計画にゴーサインを出したことが英メディアで報じられた。しかし、GCAP及びFCASに使う予算が1億3000万ポンド削減されており、今後に影響を与える可能性があると報道された。

#### 新たな参加国の可能性

##### サウジアラビア
2023年8月11日、英紙『フィナンシャル・タイムズ』は、サウジアラビアがGCAPへの参画を望んでおり、英伊両国は前向きだが、日本は参加国が増えることにより協議が長引くこと、同国への人道上の懸念などから反対していると報じた。同紙によれば、7月に岸田文雄内閣総理大臣がサウジを訪問した際、サウジ側からこの希望は伝達されていたとのことである。
2025年1月27日、『産経新聞』はイタリアのメローニ首相が日本、英国と3カ国で進める次期戦闘機の共同開発について、サウジアラビアの参画に支持を表明した。 一方で「すぐにではない」とも述べ、実現には時間が必要との認識を示した。と報じた。

##### ドイツ
2023年11月2日、英『タイムズ』は、ドイツが独仏西による次期戦闘機開発計画FCAS/SCAFを破棄し、GCAPに参加することを検討していると報じた。

##### インド
2025年4月1日、『産経新聞』は インドが日本政府に参画の可能性を探る打診があった。ただ、インドは伝統的にロシアとの関係が深く、技術流出の恐れなどがあるとして日本政府は受け入れに慎重な考えだ。しかし、インドの参画が実現した場合、日印の防衛協力が深まり、共通の脅威となっている中国への抑止力向上につながりうる一面もある一方、日本政府内では「技術を抜き取られるだけではないか」（防衛省幹部）と警戒する声も根強い。と報じた。

## 開発状況

### 契約企業
共同開発であるため日英伊の企業が参加している。
- 英国はBAEシステムズを主契約者としてロールス・ロイスがエンジンを、レオナルド S.p.Aが電子機器を、MBDA UK（英語版）がミサイルを担当する。
- 日本は三菱重工が主契約者となりIHIがエンジンを、三菱電機が電子機器を担当する。
- イタリアはレオナルド S.p.Aが主契約者となりアヴィオ・エアロがエンジンを、MBDAがミサイルを担当する。

### スケジュール
2024年に各企業、各国の詳細な開発、費用分担を決定し、2030年に初号機の製造、2035年に初号機が納入される予定である。

## 各国の取り組み

### イギリス
英国はGCAPにおける戦闘機開発の技術リスクを低減するとして独自に戦闘機技術の実証機を開発している。実証機はEJ200双発を動力とする機体であり、ステルス技術とウェポンベイを実証する。直接実用戦闘機につながるものではないとされる。2027年までの初飛行を目標としている。2023年6月には模擬機首を用いた射出座席やインテークダクト、模擬ウェポンベイの試験の様子が報道された。

### 日本
本計画発表と同時に、防衛省とアメリカ合衆国国防総省は、次期戦闘機を補完する自律型システムに関する具体的な協力を始めると発表した。自律型支援システムとは戦闘機と組み合わせて使うロイヤル・ウイングマン無人機を指す。防衛省は「自律向上型戦闘支援無人機の機能性能及び運用上の効果に関する研究試作」において2025年度までに試作品を研究・開発し、2026年度以降に実際の機体開発に着手、2035年度をめどに配備を目指している。
アメリカ合衆国とオーストラリア（豪州）は2023年10月25日の首脳会談で、日本を含めた3か国で無人航空機の技術に関する協力を模索すると合意した。ロイヤルウイングマン無人機では豪州のATS計画MQ-28Aゴーストバットが世界で最も先行しており、日本が本計画に参画する可能性が指摘されている。
防衛省の高官らが秘密裏に 旧日本海軍の戦闘機名「烈風」を愛称に使う方向で検討を進めていると報じられた。